# Wilhelm Weigel (Politiker)
Theodor Wilhelm August Eduard Weigel (* 1. Mai 1821 in Mengeringhausen; † 5. April 1906 ebenda) war ein deutscher Drucker und Politiker.
Weigel war der Sohn des Hof- und Regierungsbuchdruckers Friedrich Christoph Weigel (1777–1853) und dessen Ehefrau Emilie, geborene Waldeck (1792–1865). Er heiratete am 17. Oktober 1854 Marie Elisabeth Hoffmann aus Hann. Münden (1830–1906). Weigel machte eine Ausbildung als Buchdrucker im väterlichen Betrieb, in Leipzig und Stuttgart und übernahm 1854 die Hofdruckerei in Mengeringhausen. Ab 1880 war er Bürgermeister und ab 1887 Ehrenbürger der Stadt Mengeringhausen. 1902 wurde er zum fürstlichen Rat ernannt.
1863 bis 1866 war er Abgeordneter im Landtag des Fürstentums Waldeck-Pyrmont. Er wurde im Wahlkreis Kreis der Twiste gewählt.